# Steve Priest

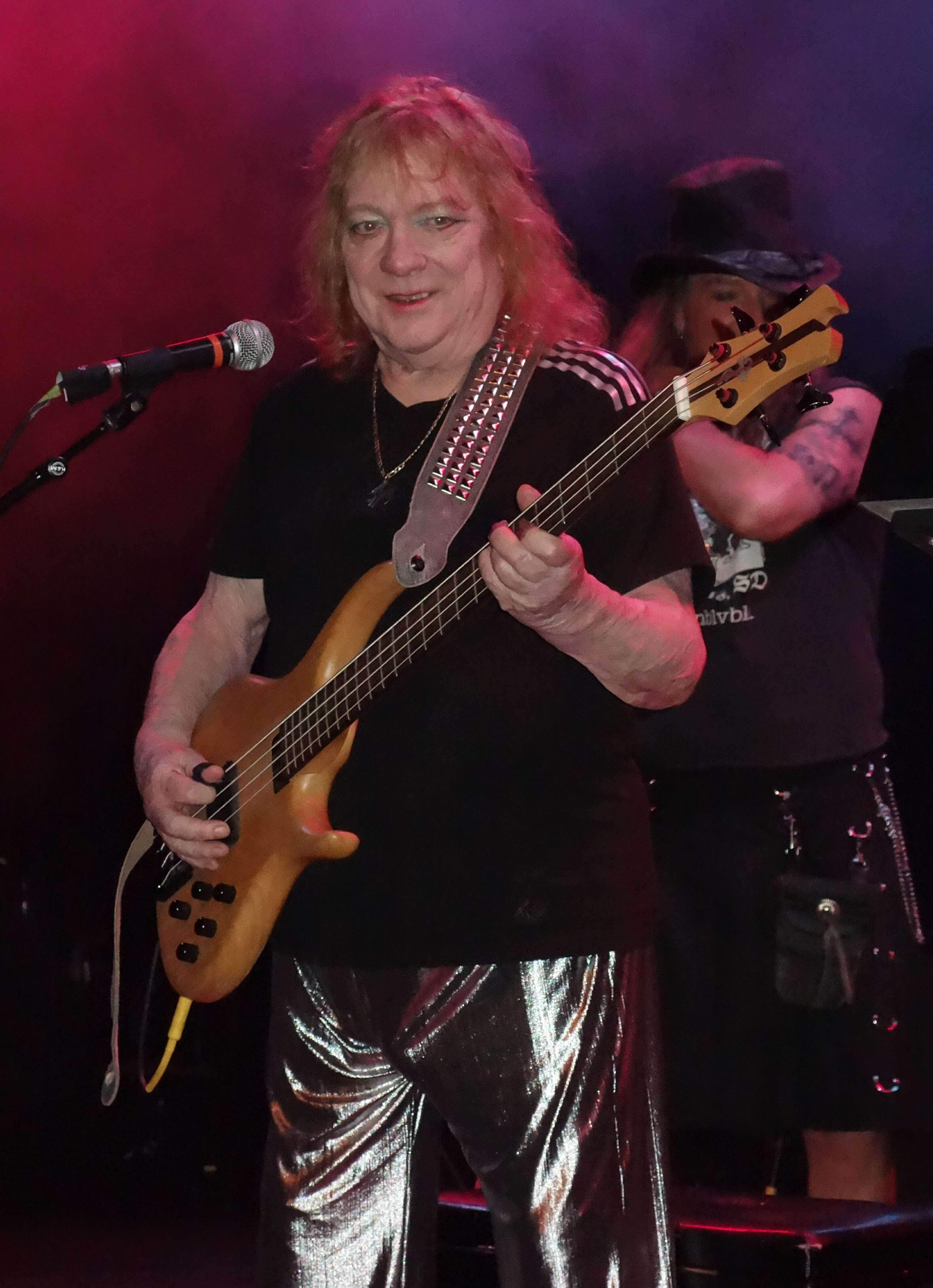
Steve Priest, 2018

Stephen Norman „Steve“ Priest (* 23. Februar 1948 in Hayes, London, England; † 4. Juni 2020) war ein britischer Musiker und Gründungsmitglied, Bassist und Lead- sowie Backgroundsänger der britischen Rockband The Sweet.

## Biografie
Steve Priest hatte in jungen Jahren seinen ersten E-Bass in Heimarbeit selbst hergestellt. Später benutzte er bevorzugt Bässe von Rickenbacker. Als Teenager war er musikalisch von Künstlern und Bands wie Jet Harris, The Shadows, The Rolling Stones und The Who beeinflusst.

## Karriere mit The Sweet
Im Januar 1968 wurde Priest zur Gründung einer neuen Band eingeladen, mit dabei waren Brian Connolly, Mick Tucker und Frank Torpey. Die Band nannte sich zunächst „Sweetshop“. Torpey wurde später durch Mick Stewart ersetzt, dieser wiederum im August 1970 durch Andy Scott. Noch im gleichen Jahr wurde der Bandname zu „The Sweet“ verkürzt.
In dieser Besetzung wurde The Sweet zur kommerziell erfolgreichsten britischen Glam-Rock-Band der 1970er Jahre. Der große Erfolg der Band basierte wesentlich auf der Zusammenarbeit mit dem Songwriter-Duo Nicky Chinn und Mike Chapman. Priest begleitete Connollys Leadstimme häufig direkt als Backgroundstimme, auch sang er kurze Leadpassagen. Als die Zusammenarbeit mit Connolly 1979 beendet wurde, führten er, Andy Scott und Mick Tucker The Sweet als Trio fort. Priest und Scott übernahmen den Leadgesang. Der Erfolg ging jedoch zurück, bis sich die Band 1982 auflöste.

## Auswanderung in die USA
Nach der Scheidung von seiner ersten Frau Pat übersiedelte Priest nach New York City. Am 18. Juni 1981 heiratete er dort seine zweite Frau Maureen, die in New York bei Capitol/EMI Records beschäftigt war. Er gründete die Band The Allies mit dem Gitarristen Marco Delmar und dem Schlagzeuger Steve Missal. Nennenswerte Erfolge waren nicht zu verzeichnen, außer dass ihre Komposition Talk to Me in dem Film Fast Food gespielt wurde. 1985 erfolgte die Einladung von Andy Scott zu einer Wiedervereinigung von The Sweet, die Priest jedoch ablehnte. Kurz darauf zog er nach Los Angeles um. Priest hatte sich zu dieser Zeit weitgehend in sein Privatleben zurückgezogen. Nur gelegentlich nahm er an Produktionen oder Sessions teil. Es bestand eine Zusammenarbeit mit David Arkenstone und dessen späterem Bandkollegen Stuart Smith.
1988 jedoch nahm Steve Priest an Demosessions mit allen Mitgliedern der Originalbesetzung von The Sweet in Los Angeles teil, produziert von Mike Chapman. Es wurde der Versuch unternommen, eine Wiedervereinigung und ein Studioalbum zu bewerkstelligen. Die Band konnte sich jedoch nicht einigen, und das Projekt wurde eingestellt. Entgegen den Schwierigkeiten der späten siebziger Jahre konnte er jedoch seine Freundschaft zu Brian Connolly fortsetzen, der sich zu dieser Zeit in einem schlechten gesundheitlichen Zustand befand.
1994 veröffentlichte Priest seine Autobiografie Are You Ready, Steve?, 2006 veröffentlichte er das Album Priest’s Precious Poems. Im Januar 2008 gründete er eine neue Bandformation unter dem Namen Sweet (Stand Dezember 2014 mit Richie Onori, Joe Retta und Steve Stewart). Diese stand jedoch in keinem Zusammenhang mit Andy Scotts aktueller Band Sweet. Priests Sweet spielte hauptsächlich bei Festivals und Veranstaltungen in den USA und Kanada. Es gab also zwei Bands unter dem Namen Sweet, die jedoch in keiner Weise konkurrierten. Priests Sweet veröffentlichte 2009 ein Livealbum, das im August 2008 im Morongo Casino in Cabazon (Kalifornien) aufgenommen worden war.
Steve Priest lebte mit seiner Frau Maureen und den Töchtern Lisa, Danielle und Margaret in La Cañada Flintridge (Kalifornien), bis er am 4. Juni 2020 an einer unbekannten Todesursache, aber nach langen gesundheitlichen Problemen verstarb.